# Kamienica przy ul. św. Ducha 14/16 w Toruniu
Kamienica przy ul. św. Ducha 14/16 w Toruniu – klasycystyczna kamienica znajdująca się na rogu ulic św. Ducha i Mikołaja Kopernika na Starym Mieście w Toruniu. Pochodzi z początku XIX wieku, powstała dla garnizonu wojska pruskiego. Została wyróżniona w konkursie Obiekt Roku 2015–2016 w kategorii „Obiekty zabytkowe poddane rewaloryzacji i adaptacji”. Od 2017 roku w kamienicy mieści się hotel Nicolaus.
Kamienica figuruje w gminnej ewidencji zabytków (nr 355).